# Beeldende Kunstenaars Regeling

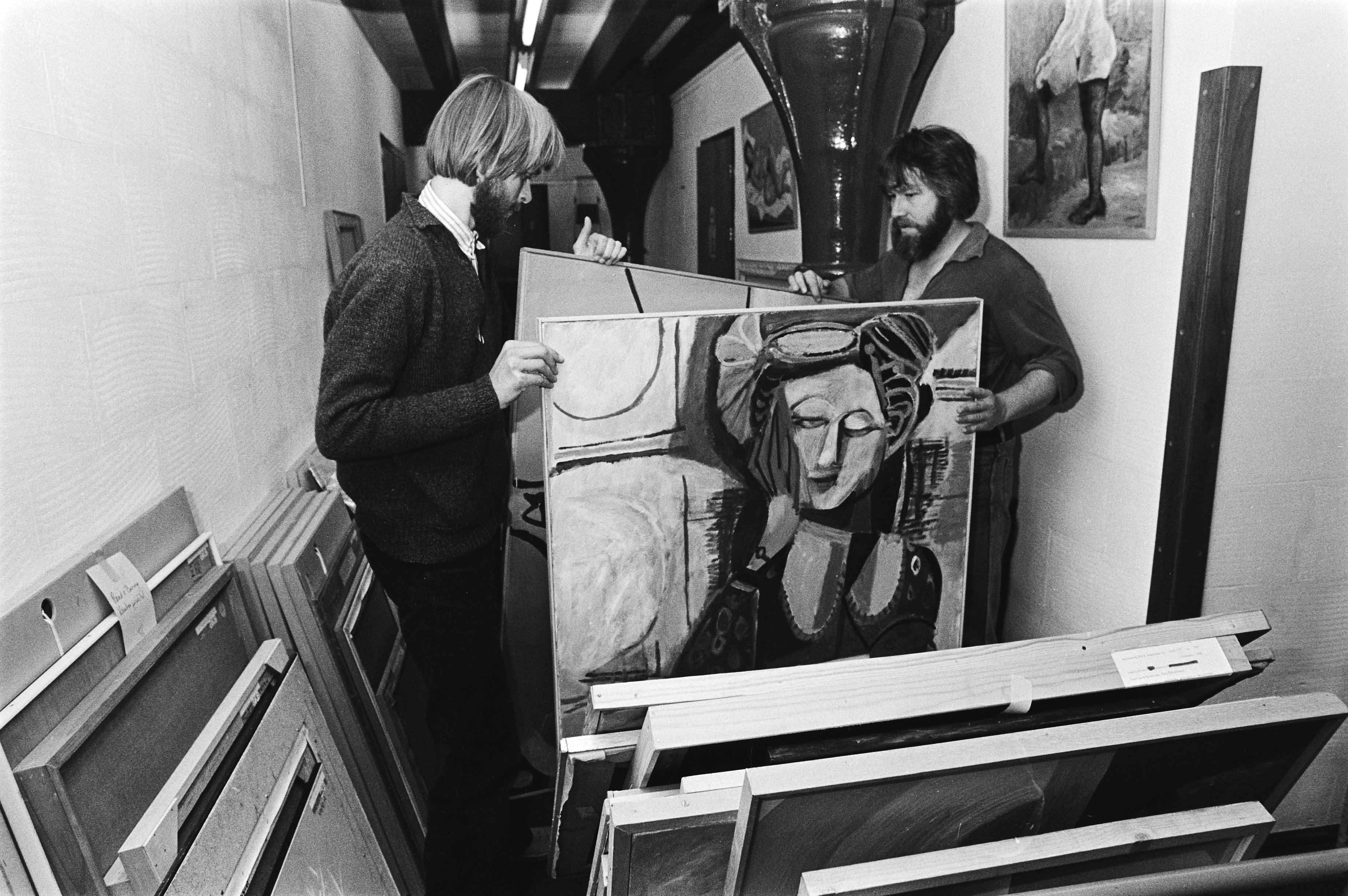
Het kantoor BKB (Beheer Kunstwerken BKR Beeldende Kunst Regeling) met kunstwerken gedurende een bezetting in 1979

De Beeldende Kunstenaars Regeling (BKR) was van 1956 tot 1987 een regeling in Nederland, waardoor kunstenaars in ruil voor hun diensten of kunstwerken een inkomen konden krijgen. Ze werd voorafgegaan door de Contraprestatieregeling (1949-1956). Toen de regeling verviel konden kunstenaars een beroep doen op de Algemene bijstandswet. Pas in 1999 trad de WIK in werking die ook een inkomensvoorziening voor kunstenaars vanuit Sociale Zaken was.

## Achtergrond
Tijdens de economische crisis van de jaren dertig bleek dat beeldende kunstenaars een kwetsbare positie hadden. Op initiatief van een aantal kunstenaarsorganisaties werd door de minister van Sociale Zaken in 1935 het Voorzieningsfonds voor Kunstenaars opgericht. Drie jaar later, in 1938, werd het Fonds voor Bijzondere Doeleinden opgericht, als nevenfonds van het Voorzieningsfonds met als doel financiële hulp voor bijzondere uitgaven van kunstenaars. Kunstenaars gaven soms een vrijwillige tegenprestatie.
In de Tweede Wereldoorlog sloot een aantal kunstenaars zich aan bij het kunstenaarsverzet. Na de oorlog sloegen verschillende kunstenaarsgroepen de handen ineen en richtten de Beroepsvereniging van Beeldende Kunstenaars (BBK) op. Mede door inzet van de BBK, kreeg de politiek gehoor voor de situatie van kunstenaars en er kwam in 1949 een landelijke regeling Sociale Bijstand voor Beeldende Kunstenaars (SBBK), ook bekend als Contraprestatie. Het ministerie van Sociale Zaken zorgde voor het geld, de uitvoering werd door de gemeentes gedaan: die bepaalden wie er van de regeling gebruik mochten maken. De gemeentes stelden een aankoopcommissie samen, die de prijs van het kunstwerk bepaalde dat als artistieke tegenprestatie moest worden geleverd. Gemeenten declareerden 75% van de kosten bij het rijk, dat dan ook driekwart van de ingeleverde aankopen kreeg. Die kwamen terecht bij een van de voorgangers van het Instituut Collectie Nederland, sinds 2011 opgegaan in de Rijksdienst voor het Cultureel Erfgoed. De Contraprestatie was een  open einderegeling, dat wil zeggen dat er in de rijksbegroting geen budgetplafond is vastgelegd.
In 1956 werd deze regeling omgezet in de Beeldende Kunstenaars Regeling (BKR), met het doel de maatschappelijke zelfstandigheid van de kunstenaar te garanderen. Het bijstandsidee van de Contraprestatie werd terzijde geschoven. Het eerste werk dat in het kader van de BKR werd aangekocht was een tekening door Arend van de Pol.
In 1970 werd vanuit de BBK een werkgroep BKR ingesteld die de regeling en de uitvoering daarvan kritisch wilde bekijken. Tegen advies van deze werkgroep, de Raad voor de Kunst en de Vereniging van Nederlandse Gemeenten voerde het kabinet-Biesheuvel I per 1 januari 1972 een nieuwe BKR in, de Regeling Complementaire Arbeidsvoorziening Beeldende Kunstenaars. Hierin werden onder andere scherpere leeftijdsbepalingen gesteld en werd een sterkere nadruk gelegd op willekeurige artistieke selectie. De werkgroep BKR constateerde 36 verslechteringen tegenover een gering aantal marginale verbeteringen. Bezwaren waren onder andere de toegenomen bevoegdheid van de rijksconsulent, die een aankoop kon tegenhouden en het feit dat de adviescommissie moest beloven "letter en geest van de regeling" bij hun oordeel als basis aan te nemen. De angst was groot dat de nieuwe BKR niet meer zou zijn dan een sociale regeling voor minderwaardige kunstenaars.

## Uitvoering
De uitvoering van de BKR was in handen van het gemeentebestuur van de woonplaats van de kunstenaar. Er werden adviescommissies ingesteld, waarin, naast vertegenwoordigers van de gemeente, een aantal kunstenaars zitting hadden, een drietal deskundigen op het gebied van kunst en een rijksconsulent. Kunstenaars die zelf van de BKR gebruik moesten maken, konden in de regel niet voor de adviescommissie worden benoemd. De commissie bekeek of de kunstenaar aan de gestelde voorwaarden voldeed en bracht advies uit aan het gemeentebestuur.

### Voorwaarden
Als een kunstenaar voor de BKR (1972) in aanmerking wenste te komen, moest worden voldaan aan de volgende voorwaarden:
1. over onvoldoende middelen van bestaan beschikken;
2. tussen de 25 en 65 jaar oud zijn;
3. Nederlander zijn;
4. drie jaar voorafgaande aan de BKR-aanvraag beeldend kunstenaar zijn geweest;
5. pogingen hebben gedaan om exposities te houden of op andere wijze de verkoop te hebben gestimuleerd;
6. bij een leeftijd tussen de 25 en 35, ook buiten het eigen vakgebied pogingen hebben gedaan om een inkomen te verdienen;
7. bij een leeftijd jonger dan 30 moest bovendien nog een diploma of getuigschrift worden getoond van een door de overheid gesubsidieerde kunstonderwijsinstelling.

## Opkomst kunstuitleen
De kunstwerken werden in de eerste jaren van de regeling door de gemeenten vooral verspreid onder (semi)overheidsinstellingen. Vanaf 1972 werd op initiatief van de BBK de verspreiding van kunstwerken uitgebreid met de mogelijkheid om deze ook onder de bevolking te laten rouleren. Hiervoor werden diverse centra voor kunstuitleen (oorspronkelijk artotheken) opgezet. Doordat kunstwerken gemeentelijk bezit waren, konden de uitleentarieven voor particulieren zeer laag gehouden worden. Op grond van de regeling mochten de kunstwerken niet verkocht worden.

## Einde van de regeling

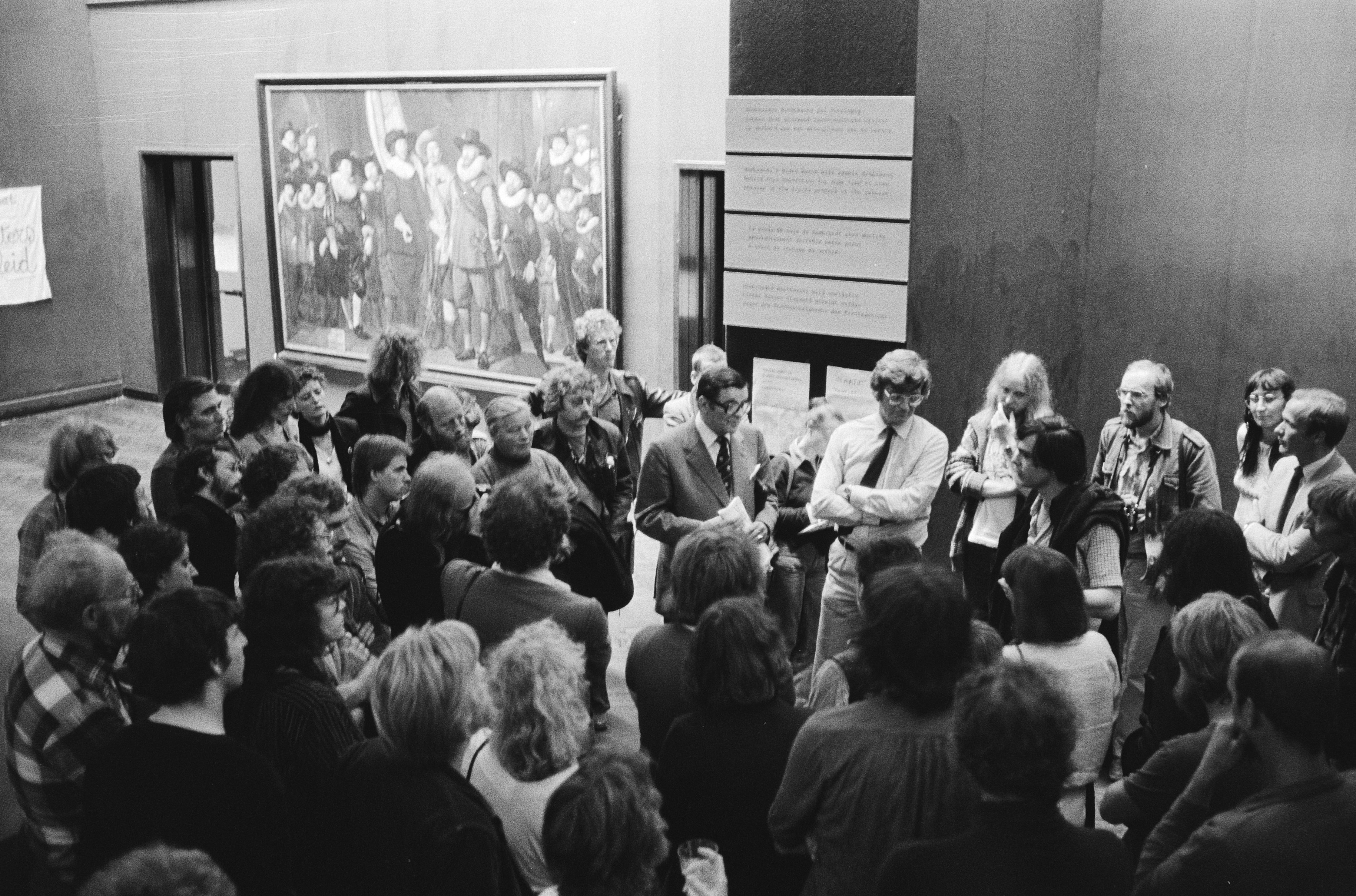
Kunstenaars bezetten de Nachtwachtzaal in 1979

Steeds meer kunstenaars maakten gebruik van de BKR en ze wilden dat de BKR onder het ministerie van Ministerie van Cultuur, Recreatie en Maatschappelijk Werk (CRM) zou vallen en niet meer onder Sociale Zaken. Het rijk ging niet op deze eis in en omdat de BKR te duur werd, werden de toelatingseisen strenger. De protesten liepen op en op 11 juni 1969 bezette een groep kunstenaars de Nachtwachtzaal in het Rijksmuseum.
De hoeveelheid via de BKR verworven kunstwerken groeide in 1976 vele gemeenten boven het hoofd. Deze gemeenten hadden vaak een omvangrijke collectie die zij niet goed konden beheren, omdat expertise en tijd ontbrak.
Het rijksaandeel in de opname van kunstwerken veranderde ook van 75% naar 25%, omdat het rijk de vele kunstwerken niet meer goed kon beheren. De gemeente Eindhoven stopte in 1977 helemaal met werk naar het rijk te sturen: de verhouding gemeente-rijk werd in het geval van Eindhoven: 100%-0%. De kunstenaars bleven ontevreden. Twee jaar later, in 1979, besloot het rijk in het geheel geen werk meer in te nemen, waarop een zestigtal kunstenaars op 22 juni de Nachtwachtzaal opnieuw bezetten. De opnamestop van het rijk werd weer ongedaan gemaakt. Het ministerie van Sociale Zaken wilde de BKR opheffen omdat de regeling niet meer te betalen was en de kunstwerken niet meer beheerd konden worden.

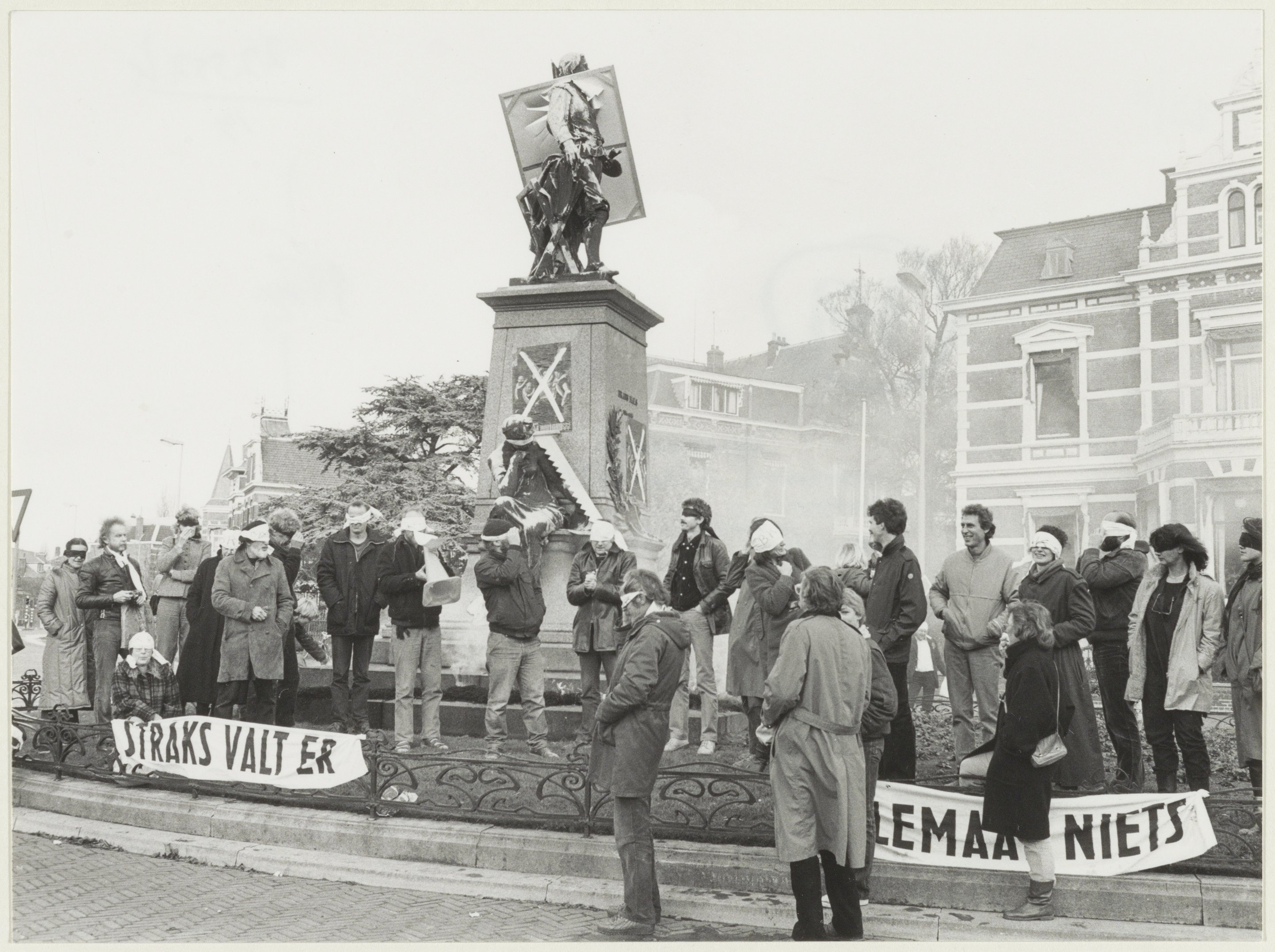
Protest van kunstenaars bij het standbeeld van Frans Hals in Haarlem, tegen de verslechtering van de BKR in 1982

In het regeerakkoord over de jaren 1982-1986 werd besloten tot een drastische verlaging van het BKR-budget; het rijk nam geen kunstwerken meer op uit Amsterdam, Den Haag en Rotterdam. Per 1 januari 1987 werd de BKR 'buiten werking gesteld' en in 1992 trok Hedy d'Ancona, minister van Welzijn, Volksgezondheid en Cultuur in het kabinet Lubbers III, de BKR officieel in. Kunstenaars konden in het vervolg terugvallen op bijvoorbeeld de Algemene bijstandswet.
Van de ongeveer 221.000 kunstwerken die het rijk toen in huis had dankzij de regeling, werden er ongeveer 120.000 geschonken aan instellingen die de werken vaak al, als bruikleen van het rijk, in huis hadden voor wandversiering. 93.000 werken kwamen terecht bij de speciaal hiervoor in het leven geroepen Stichting Kunstwegen 1994-1998, die vervolgens 40.000 werken teruggaf aan de kunstenaars en 48.000 kunstwerken schonk aan 51 niet-commerciële kunstuitlenen, waaronder 43.000 werken aan SBK Amsterdam, Stichting Beeldende Kunst Amsterdam. Ook schonken gemeenten werken aan de Stichting Verborgen Kunst, die de werken op de markt brengt.
Dankzij deze overdracht is vernietiging van deze werken en of mogelijk marktbederf door een te grote toevloed van werken ineens op de markt, voorkomen.

## Nieuwe regelingen
In de praktijk bleek dat gemeenten kunstenaars, na het wegvallen van de BKR, een uitzonderingspositie toekenden. Ze werden ontheven van de sollicitatieplicht en van het zoeken naar passende arbeid. Omdat er te weinig uitstroom was van uitkeringsgerechtigden en het gedoogbeleid geen grondslag in de wet had, werd er door de regering gezocht naar een andere oplossing.
Na vijf jaar voorbereiding, werd in 1999 de Wet inkomensvoorziening kunstenaars (WIK) ingevoerd. Met deze wet konden kunstenaars met een laag inkomen voor maximaal vier jaar inkomenssteun krijgen op 70 procent van het bijstandsniveau. In die vier jaar kreeg de kunstenaar de kans een eigen rendabele beroepspraktijk op te bouwen, zodat geen gebruik meer van de bijstand hoefde te worden gemaakt.
Na evaluatie van de WIK, waaruit bleek dat de wet lastig uitvoerbaar was en kunstenaars te weinig aanzette tot het opbouwen van een zelfstandige beroepspraktijk, werd per 1 januari 2005 de Wet werk en inkomen kunstenaars (WWIK) ingevoerd. Kunstenaars moesten voor de WWIK voldoen aan een minimum inkomenseis. Daarbij werd niet alleen gekeken naar het inkomen uit kunst, maar naar het totale inkomen. De minimum inkomenseis lag hoger naarmate een kunstenaar langer van de uitkering gebruik maakte. Per 1 januari 2012 is de WWIK vervallen, waarmee een einde kwam aan de uitzonderingspositie van kunstenaars in de sociale zekerheid.

## Verkoop
In 2007 werd voor het eerst door het Instituut Collectie Nederland (ICN) een gedeelte van de werken die de BKR had opgeleverd, samen met kunst uit de depots van vijf musea, via eBay afgestoten en geveild.
De BBK eiste dat het rijk zou stoppen met het veilen van kunstwerken die via de BKR verworven waren. De verkoop zou onrechtmatig zijn omdat, volgens een clausule in de BKR, de kunstenaars het recht hadden om hun werk tijdelijk in bruikleen van het rijk terug te vragen en verkoop de marktpositie van de betreffende kunstenaar niet negatief zou mogen beïnvloeden. Volgens het ICN waren echter alle clausules met het intrekken van de BKR in 1992 vervallen. Nadat de BBK dreigde naar de rechter te stappen, kreeg het ICN van de minister van Onderwijs, Cultuur en Wetenschappen (OCW) de opdracht in overleg te treden met de BBK om een werkzame oplossing te zoeken. Er werd besloten dat de betreffende kunstenaars zouden worden opgespoord en de vraag zouden krijgen voorgelegd of zij kosteloos hun werk retour wilden krijgen of dat zij alsnog instemden met de verkoop. Dit zou dan ook gelden voor alle toekomstige afstootrondes van BKR-werken die na 1 oktober 1979 waren verworven onder verantwoordelijkheid van het ministerie van OCW.